# Mesland
Mesland – miejscowość i gmina we Francji, w Regionie Centralnym, w departamencie Loir-et-Cher.
Według danych na rok 1990 gminę zamieszkiwały 483 osoby, a gęstość zaludnienia wynosiła 18 osób/km² (wśród 1842 gmin Centre, Mesland plasuje się na 693. miejscu pod względem liczby ludności, natomiast pod względem powierzchni na miejscu 428.).